# ISO 3166-2:NL
ISO 3166-2:NL es la entrada correspondiente a los Países Bajos en la ISO 3166-2, parte de la norma ISO 3166 publicada por la Organización Internacional de Normalización (ISO), que establece códigos para los nombres de las subdivisiones principales (por ejemplo, provincias o estados) de todos los países codificados en la ISO 3166-1.
Actualmente, para los Países Bajos, se han definido códigos ISO 3166-2 para 12 provincias, 3 países y 3 municipios especiales que, junto con el país de los Países Bajos, constituyen el Reino de los Países Bajos.
Cada código presenta dos partes separadas por un guion. La primera es UM, el código ISO 3166-1 alfa-2 de los Países Bajos. La segunda puede contener:
- dos letras: provincias o países.
- dos letras y un dígito: municipios especiales.

## Códigos actuales
Los nombres de las subdivisiones se ordenan según el estándar ISO 3166-2 publicado por la Agencia de Mantenimiento ISO 3166 (ISO 3166/MA).
Pulsa sobre el botón en la cabecera para ordenar cada columna.

### Provincias
| Código | Nombre de subdivisión (nl)  | Nombre de subdivisión (es) |
| ------ | --------------------------- | -------------------------- |
| NL-DR  | Drenthe                     | Drente                     |
| NL-FL  | Flevoland                   | Flevoland                  |
| NL-FR  | Fryslân (frisón occidental) | Frisia                     |
| NL-GE  | Gelderland                  | Güeldres                   |
| NL-GR  | Groningen                   | Groninga                   |
| NL-LI  | Limburg                     | Limburgo                   |
| NL-NB  | Noord-Brabant               | Brabante Septentrional     |
| NL-NH  | Noord-Holland               | Holanda Septentrional      |
| NL-OV  | Overijssel                  | Overijssel                 |
| NL-UT  | Utrecht                     | Utrecht                    |
| NL-ZE  | Zeeland                     | Zelanda                    |
| NL-ZH  | Zuid-Holland                | Holanda Meridional         |

Notas
1. ↑  Solo como referencia, Los nombres traducidos no se incluyen en la norma ISO 3166-2.

### Países y municipios especiales
Si bien se han incluido como subdivisiones de los Países Bajos en la ISO 3166-2, los países y municipios especiales también cuentan con sus propios códigos de país asignados oficialmente en la ISO 3166-1.
| Código | Nombre de subdivisión | Categoría de subdivisión | ISO 3166-1 alfa-2 | ISO 3166-2 alternativo |
| ------ | --------------------- | ------------------------ | ----------------- | ---------------------- |
| NL-AW  | Aruba                 | país                     | AW                |                        |
| NL-CW  | Curazao               | país                     | CW                |                        |
| NL-SX  | San Martín            | país                     | SX                |                        |
| NL-BQ1 | Bonaire               | municipio especial       | BQ                | BQ-BO                  |
| NL-BQ2 | Saba                  | municipio especial       | BQ                | BQ-SA                  |
| NL-BQ3 | San Eustaquio         | municipio especial       | BQ                | BQ-SE                  |

## Cambios
Los siguientes cambios de entradas han sido anunciados en los boletines de noticias emitidos por el ISO 3166/MA desde la primera publicación del ISO 3166-2 en 1998, cesando esta actividad informativa en 2013.
| Boletín      | Fecha de publicación               | Detalle del cambio en el boletín                                                                                      | Cambio del código / de la subdivisión                    |
| ------------ | ---------------------------------- | --- | -------------------------------------------------------- |
| Boletín II-3 | 2011-12-13 (corregido: 2011-12-15) | Actualización resultante de la incorporación del reajuste administrativo y de la actualización de la lista de origen. | Subdivisiones añadidas: 3 países 3 municipios especiales |